# Achroomyces henricii
Achroomyces henricii är en svampart som beskrevs av P. Roberts 1997. Achroomyces henricii ingår i släktet Achroomyces och familjen Platygloeaceae.   Inga underarter finns listade i Catalogue of Life.